# Soligalitch
Soligalitch (en russe : Солига́лич) est une ville de l'oblast de Kostroma, en Russie, et le centre administratif du raïon de Soligalitch. Sa population s'élevait à 6 144 habitants en 2013.

## Géographie
Soligalitch se trouve sur la rive gauche de la rivière Kostroma, à 137 km à l'est de Vologda, à 166 km au nord-est de Kostroma et à 465 km au nord-est de Moscou.

## Histoire
À l'origine, la ville était une sloboda d'artisans formée autour du monastère de la Résurrection (fondé en 1335) qui tirait des revenus des salines, qui fournissaient en sel non seulement la Russie, mais aussi une grande partie de la Scandinavie. Ces salines furent d'abord mentionnées dans le testament d'Ivan Kalita comme Sol-Galitskaïa (Соль-Галицкая, ou « sel de Galitch »). 
À la fin du XIVe siècle, les salines furent transmises à la famille de Dmitry Chemiaka, lui fournissant des revenus nécessaires pour mener de longues guerres pour le contrôle de Moscou. C'est en 1450 que les deux Galitch et Soligalitch furent finalement prises par Vassili II de Moscovie.
Au XVIe siècle, les salines étaient exploitées par la laure de la Trinité-Saint-Serge et cinq autres monastères. La localité a été maintes fois ravagée par des Tatars de Kazan et les Oudmourtes.
En 1609, Soligalitch devint un siège de voïvode. Elle fut saccagée par l'une des armées polonaises qui sévissaient en Russie au cours de la période troublée de l'Interrègne. En 1649, la ville en bois fut détruite par le feu. Vers la fin du XVIIe siècle, une demi-douzaine d'églises furent reconstruites en briques, et ont survécu jusqu'à nos jours.
En 1708, Soligalitch fut incorporée dans le gouvernement d'Arkhangelsk. Sept décennies plus tard, le gouvernement de Kostroma fut institué, et Soligalitch devint un chef-lieu d'ouïezd. Actuellement, la ville est connue comme une station thermale secondaire ; elle a des sources d'eau minérale et des bains de boue. La ville a un monument à l'explorateur Guennadi Nevelskoï, qui est né dans les environs.

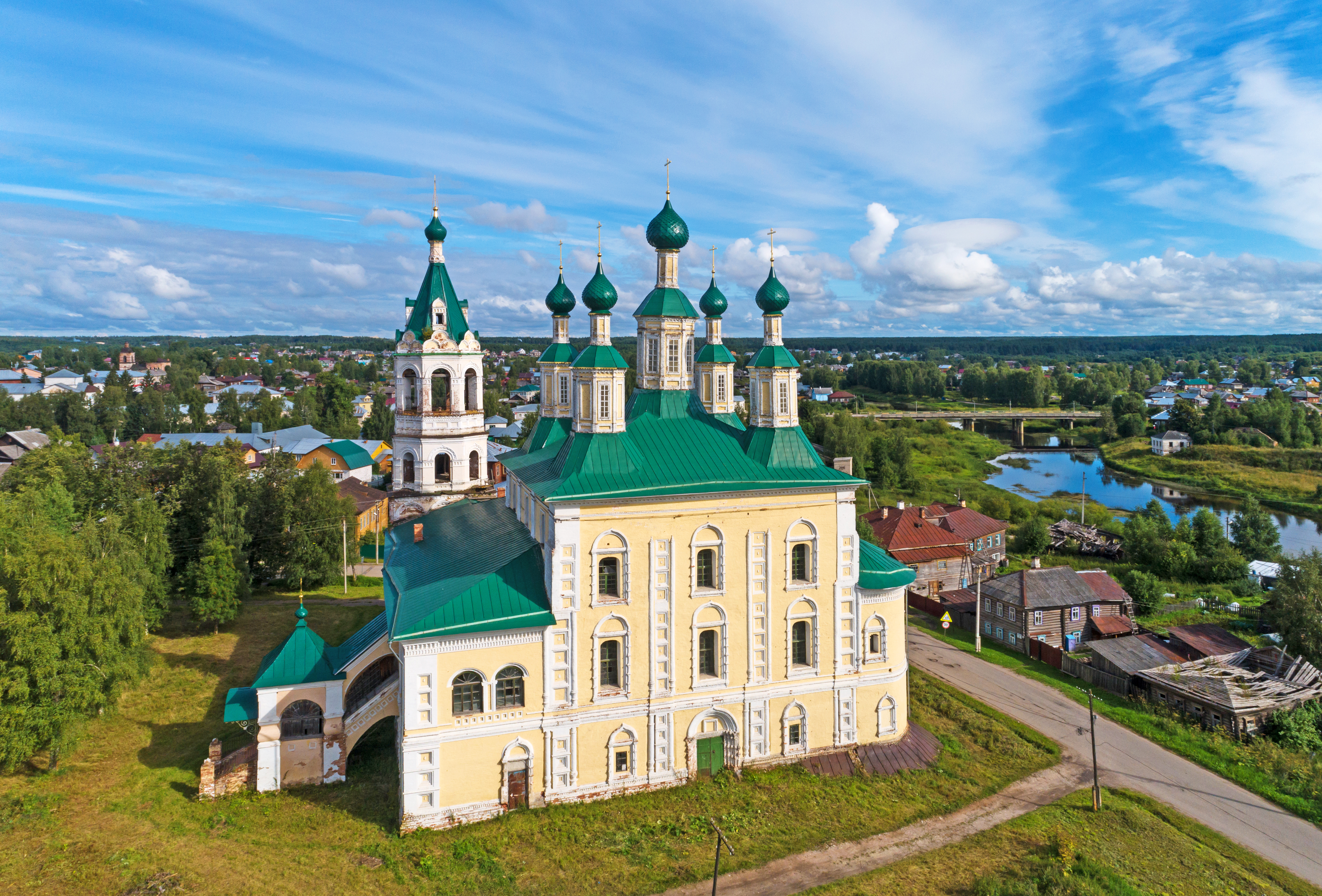
Église paroissiale de la ville dédiée à la Nativité de Marie, ancienne église principale du monastère de la Nativité (XVIIe siècle).

## Monuments
- Église de la Nativité (1668-1805)
- Monastère de la Résurrection (XVIIe siècle).

## Population
Recensements (*) ou estimations de la population
| 1856  | 1897* | 1926* | 1939* | 1959* | 1970* |
| ----- | ----- | ----- | ----- | ----- | ----- |
| 2 700 | 3 419 | 3 489 | 5 400 | 5 773 | 6 701 |

| 1979* | 1989* | 2002* | 2010* | 2012  | 2013  |
| ----- | ----- | ----- | ----- | ----- | ----- |
| 7 134 | 7 456 | 6 996 | 6 438 | 6 272 | 6 144 |